# Stal Rzeszów
Le ZKS Stal Rzeszów est un club polonais de football basé à Rzeszów.

## Historique
- 1944 : fondation du club
- 1975 : 1re participation à une Coupe d'Europe (C2) (saison 1975/76)

## Bilan sportif

### Palmarès

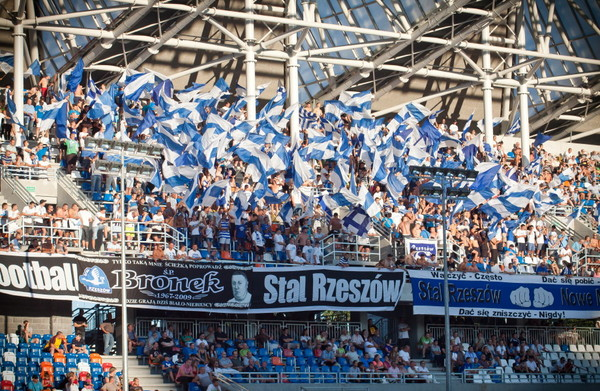
Kibice Stali Rzeszów (2013)

- Coupe de Pologne de football
  - Kibice Stali Rzeszów (2013)Vainqueur : 1975

### Bilan européen
Note : dans les résultats ci-dessous, le score du club est toujours donné en premier.
| Saison    | Compétition      | Tour                | Club        | Domicile | Extérieur | Total |
| --------- | ---------------- | ------------------- | ----------- | -------- | --------- | ----- |
| 1975-1976 | Coupe des coupes | Premier tour        | Skeid Oslo  | 4 - 0    | 4 - 1     | 8 - 1 |
| 1975-1976 | Coupe des coupes | Huitièmes de finale | Wrexham AFC | 1 - 1    | 0 - 2     | 1 - 3 |

Légende
- Victoire ou qualification pour le tour suivant
- Match nul
- Défaite ou élimination de la compétition